# Wilhelm Rodhe
Carl Olof Wilhelm Rodhe, född 26 oktober 1914 i Stockholm, död 26 augusti 1998 i Helga Trefaldighets församling i Uppsala, var en svensk limnolog, son till Olof Rodhe och bror till Lennart Rodhe.
Efter studentexamen i Uppsala 1933 blev Rodhe filosofie kandidat 1939, filosofie magister samma år, filosofie licentiat 1942, filosofie doktor 1948, och docent i botanik vid Uppsala universitet samma år. Han var e.o. amanuens vid limnologiska laboratoriet i Aneboda 1934–1938, blev amanuens vid institutionen för fysiologisk botanik i Uppsala 1940, var förste amanuens 1945–1947, blev laborator i limnologi i Uppsala 1959 och var professor där 1959–1980.
Rodhe var ledamot av 1945 års universitetsberedning 1946–1951, av Fiskeristyrelsen 1948–1951, generalsekreterare i Internationella föreningen för limnologi 1948–1953 och dess president 1968–1974. Han var representant i limnologiska sektionen i Internationella unionen för biologisk vetenskap 1948–1953, medlem av Naturvetenskapliga forskningsrådets kommitté angående Sveriges naturresursers bevarande och utnyttjande 1961 samt svensk delegat i OECD:s expertkommitté 1962. 
Rodhe var ledamot av styrelsen för Kungliga Lantbrukshögskolan 1963–1969, ledamot av Naturvårdsverkets forskningsnämnd 1968–1969 och 1971–1974 samt biologidelegat i Naturvetenskapliga forskningsrådet 1972–1974. Han invaldes som ledamot av Kungliga Vetenskapssocieteten i Uppsala 1954, Kungliga Vetenskapsakademien 1969, Kungliga Humanistiska Vetenskapssamfundet i Lund 1969, Kungliga Fysiografiska Sällskapet i Lund 1975, av Kungliga Ingenjörsvetenskapsakademien 1976 och var vetenskaplig ledamot av Max Planck-sällskapet 1981. Han tilldelades Linnépriset 1942, blev hedersledamot av Värmlands nation i Uppsala 1959, av Philochoros samma år och av Societas aquatica lundensis 1967. Han blev agrikultur-forstvetenskaplig hedersdoktor i Helsingfors 1977.
Rodhe författade skrifter i limnologi, särskilt om sötvattnens produktion och produktionsbetingelser, samt om vattenvård. Han är begravd på Uppsala gamla kyrkogård.